# Quartetto per archi n. 8 (Beethoven)
Il Quartetto per archi n. 8 in Mi minore, op.59, è una composizione di Ludwig van Beethoven scritta nel 1806 e pubblicata nel 1808.

## Storia
Il brano fa parte dei tre quartetti che compongono l'Opera 59 nota anche come Razumovsky dal nome del committente, il diplomatico russo Andrey Razumovsky, mecenate di Beethoven. Cronologicamente, fu scritto in parallelo con il Quartetto per archi n. 9 e fu portato a termine nel novembre 1806.

## Movimenti
Il quartetto è composto da quattro movimenti:
1. Allegro (Mi minore)
2. Molto Adagio. Si tratta questo pezzo con molto di sentimento (Mi maggiore)
3. Allegretto-Maggiore. Théme Russe (Mi minore)
4. Finale: Presto (Mi minore)